# Gothaer Schloss-Meeting
Das Gothaer Schloss-Meeting war ein internationaler Kugelstoß-Wettkampf, der zwischen 1998 und 2017 jährlich im Hof von Schloss Friedenstein oder dem umgebenden Schlosspark in Gotha stattfand. Initiatoren der Veranstaltung waren Michael Dittmar und der Gothaer Kugelstoßer Andy Dittmar.

## Wettbewerbe
Innerhalb eines Wettkampftages fanden ein Männer- und ein Frauenwettkampf statt, in einigen Jahren auch Juniorenwettkämpfe und ab 2010 ein Wettkampf für Athleten im Rollstuhl. Dazu kam ein sogenannter Jedermann-Wettkampf für Breitensportler. Rekordsieger bei den Männern ist Ralf Bartels mit acht Siegen, bei den Frauen Nadine Kleinert mit zehn Siegen. Den Meeting-Rekord hält bei den Männern David Storl mit 21,87 Meter, bei den Frauen Gong Lijiao mit 20,34 Meter.
| Nr. | Datum           | Sieger Männer                       | Siegerweite Männer (m) | Siegerin Frauen                        | Siegerweite Frauen (m) |
| --- | --------------- | ----------------------------------- | ---------------------- | -------------------------------------- | ---------------------- |
| 1   | 11. Juli 1998   | Oliver-Sven Buder (TV Wattenscheid) | 20,09                  | Valentina Fedjuschina                  | 18,74                  |
| 2   | 6. Juni 1999    | Oliver-Sven Buder (TV Wattenscheid) | 20,45                  | Nadine Kleinert (SC Magdeburg)         | 19,41                  |
| 3   | 24. Juni 2000   | Oliver-Sven Buder (TV Wattenscheid) | 19,65                  | Nadine Kleinert (SC Magdeburg)         | 19,67                  |
| 4   | 16. Juni 2001   | Oliver-Sven Buder (MTV Ingolstadt)  | 20,32                  | Nadine Kleinert (SC Magdeburg)         | 19,85                  |
| 5   | 9. Juli 2002    | Ralf Bartels (SC Neubrandenburg)    | 20,85                  | Astrid Kumbernuss (SC Neubrandenburg)  | 19,58                  |
| 6   | 14. Juni 2003   | Ralf Bartels (SC Neubrandenburg)    | 20,23                  | Astrid Kumbernuss (SC Neubrandenburg)  | 19,49                  |
| 7   | 11. Juni 2004   | Ralf Bartels (SC Neubrandenburg)    | 20,59                  | Nadine Kleinert (SC Magdeburg)         | 18,90                  |
| 8   | 10. Juni 2005   | Ralf Bartels (SC Neubrandenburg)    | 21,17                  | Nadine Kleinert (SC Magdeburg)         | 19,39                  |
| 9   | 1. Juli 2006    | Ralf Bartels (SC Neubrandenburg)    | 20,53                  | Petra Lammert (SC Neubrandenburg)      | 19,22                  |
| 10  | 6. Juli 2007    | Ralf Bartels (SC Neubrandenburg)    | 20,52                  | Petra Lammert (SC Neubrandenburg)      | 18,83                  |
| 11  | 28. Juni 2008   | David Storl (LAC Chemnitz)          | 20,39                  | Nadine Kleinert (SC Magdeburg)         | 19,74                  |
| 12  | 27. Juni 2009   | Tomasz Majewski                     | 21,09                  | Nadine Kleinert (SC Magdeburg)         | 19,22                  |
| 13  | 2. Juli 2010    | Ralf Bartels (SC Neubrandenburg)    | 20,38                  | Nadine Kleinert (SC Magdeburg)         | 19,64                  |
| 14  | 13. August 2011 | Tomasz Majewski                     | 21,30                  | Nadine Kleinert (SC Magdeburg)         | 19,22                  |
| 15  | 27. Mai 2012    | David Storl (LAC Chemnitz)          | 20,29                  | Nadine Kleinert (SC Magdeburg)         | 19,49                  |
| 16  | 29. Juni 2013   | Ralf Bartels (SC Neubrandenburg)    | 19,55                  | Christina Schwanitz (LV 90 Erzgebirge) | 19,38                  |
| 17  | 19. Juli 2014   | David Storl (LAC Chemnitz)          | 21,52                  | Christina Schwanitz (LV 90 Erzgebirge) | 19,69                  |
| 18  | 19. Juli 2015   | David Storl (SC DHfK Leipzig)       | 21,68                  | Gong Lijiao                            | 20,34                  |
| 19  | 31. Juli 2016   | David Storl (SC DHfK Leipzig)       | 20,21                  | Christina Schwanitz (LV 90 Erzgebirge) | 19,92                  |
| 20  | 15. Juli 2017   | David Storl (SC DHfK Leipzig)       | 21,87                  | Sara Gambetta (SC DHfK Leipzig)        | 18,46                  |